# Järle, Nora kommun
Denna artikel handlar om Järle bruk, stad och kanal. För Järle stationssamhälle, se Järle, Örebro kommun.
Järle (tidigare Jerle) är en by och före detta bruk i Nora kommun, beläget vid Järleån, omkring sju kilometer öster om Nora. Omkring 30 personer bor idag i Järle (Nora kommun). I orten finns Svalbo keramik och Svalbo Café. Området i Järle och Bondebyn anges vara kulturmiljö av riksintresse enligt Länsstyrelsen. Byn består idag av Järle Kvarn, det tidigare gästgiveriet (idag Bondebyns gård), mjölnarbostaden Kvarnbo, de tidigare smedbostäderna i Jerlestugan (idag Svalbo keramik) samt Linnéstugan. I denna övernattade Carl von Linné på väg till sin Västgötaresa år 1746.
Järleåns naturreservat har sin sydöstra utpost vid Järle.

## Jerle bruk

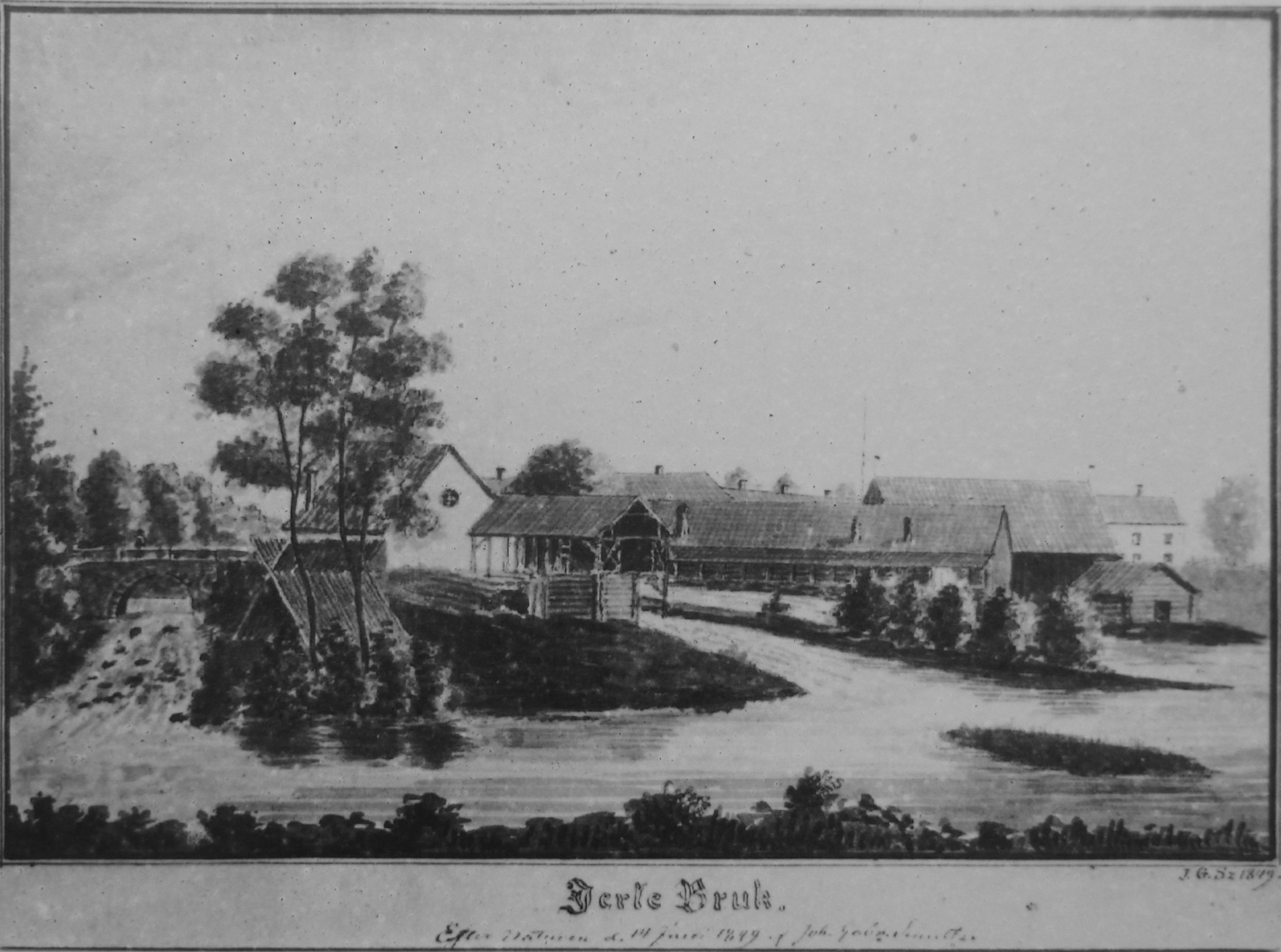
Järle bruk år 1849. Teckning av Johan Gabriel Schultz.

Jerle bruk låg strax söder om Yxe, där den gamla riksväg 50 korsade Järleån. Dess historia började med att en stångjärnshammare, tidigare belägen vid Hult, Ervalla, flyttades hit på 1560-talet. Denna hammare kallades Järle övre hammare, eller Frälsehammaren. På 1620-talet anlades även Järle nedre hammare, eller Skattehammaren. I närheten fanns också hamrarna i Djupedal, varav den västra fanns omnämnd redan 1547. Denna västra hammare flyttade till Järle år 1702.
Produktionen vid Järles hammare synes ha minskat under första hälften av 1700-talet, p.g.a. ödeläggelse av skogarna, men smidet ökade igen mot slutet av 1700-talet. En helt ny stångjärnshammare anlades i mitten av 1820-talet, och 1845 hade denna hammare två härdar. Ännu 1871 fanns en härd igång i Järle, men 1880 nedlades bruket, och något smide har därefter inte bedrivits i Järle. Förutom stångjärnshammare bedrevs på platsen även spiksmedja, kvarn och såg. Dammen är bevarad och Järle Kvarn har varit i drift för malning fram till 1970-talet och är fortfarande (2016) i drift för el-produktion.
Varumärket Jerle Bruk fanns länge kvar, även om tillverkningen bedrevs på annat håll. Man gjorde sig framför allt känt för tillverkning av kaminer. Mölltorps Gjuteri & Mek Verktstad AB köpte 2003 Jerle Bruks AB. I köpet ingick flesta av brukets dåvarande produkter såsom lyktstolpar, markgaller, pollare, kaminer och urnor.

## Järle stad

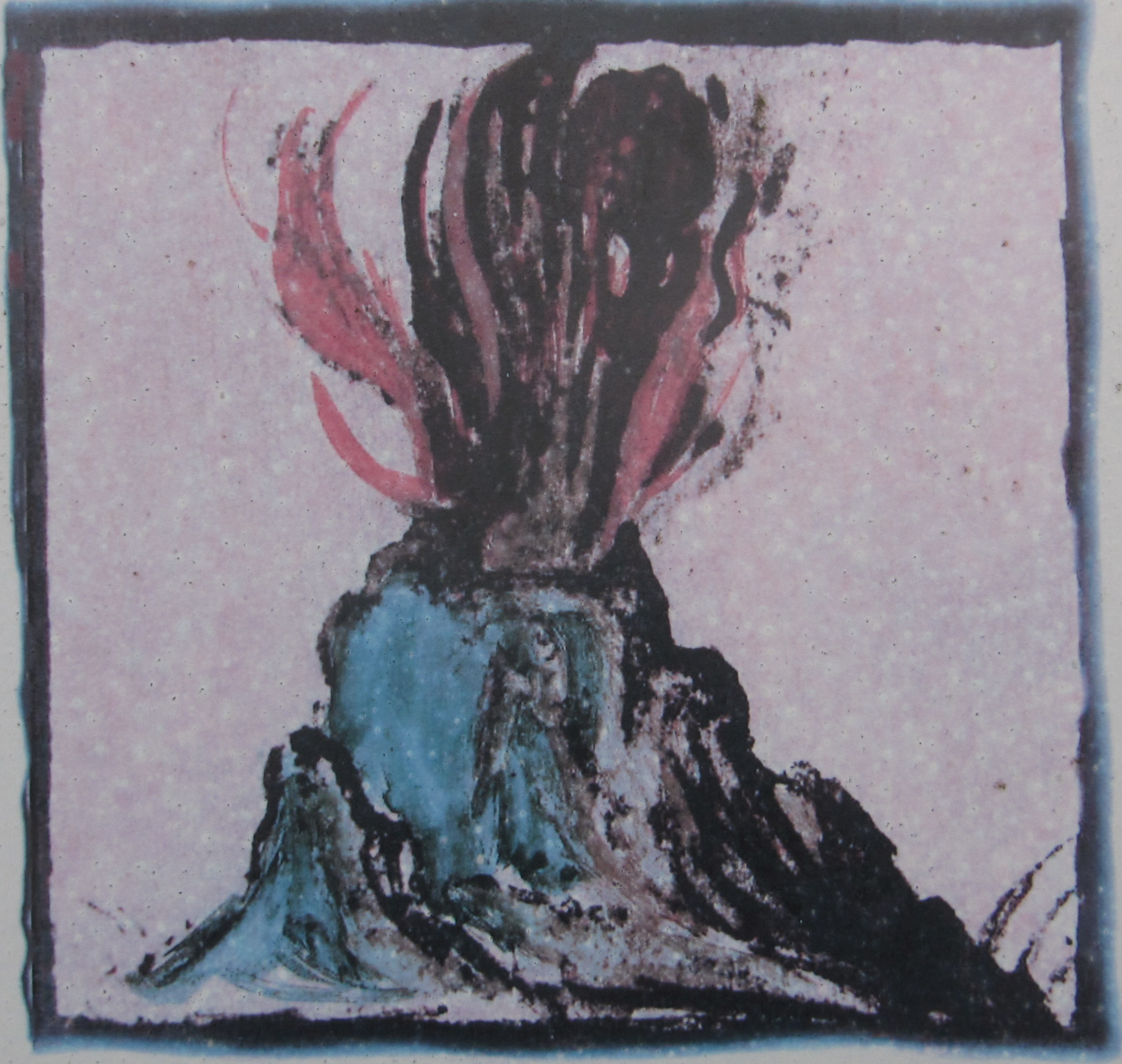
Järle stadsvapen. Från Järle stads originalprivilegier daterade 29 oktober 1642. Motivet är ett eldsprutande berg i färgerna grönt och brunrött.

År 1629 blev rikskammarrådet Karl Bonde landshövding i Närke och Bergslagen. Han var svåger till rikskanslern Axel Oxenstierna. Bonde var en av sin tids främsta experter på bergsbruk, och ett av hans projekt var att underlätta järntransporterna från Bergslagen till utskeppningshamnar, framför allt Stockholm och Göteborg. Som led i denna plan ingick dels att anlägga ett kanalsystem, dels att anlägga en stad i hjärtat av Bergslagen.
Bonde hade stora planer för Järle. Där skulle anläggas exporthamn, domkyrka och kungsgård. I april 1642 utgick ett påbud från landshövdingen om att köpmän framför allt från Nora och Lindesberg borde bosätta sig i Järle. De erbjöds också tomter. De som vägrade skulle förbjudas att utöva sin köpmansyssla. Marknaderna i Nora och Lindesberg skulle dock få fortsätta ytterligare ett tag, tills man hunnit bygga ut i Järle.
År 1639 lät man sextio knektar röja bort ojämnheter och växtlighet, för att på så sätt kunna tillskapa en torgplats. I juli kunde landshövding Gustav Eriksson Leijonhufvud meddela:
| ”                                  | ...att den orten, såsom staden vid Järlehyttan skall bliva byggd uppå, den haver jag efter befallning låtit jämn göra. | „ |
| – Landshövding Gustav Leijonhufvud | |   |

Den 29 oktober 1642 godkändes Järles stadsrättigheter, samtidigt som Kristinehamn fick sina stadsrättigheter. Tanken var att Järle skulle göras till administrativt centrum för hela bergslagsbygden kring Nora och Lindesberg, och redan 1641 konstituerades Järle som ett eget landshövdingedöme – Järle län. I detta ingick förutom Noraskog och Linde bergslager, även andra delar av Västmanland och en del av Värmland.
Hela planen med en stad i Järle gick om intet, delvis därför att kanalen inte byggdes fort nog, och dels därför att människor inte flyttade till Järle som det var tänkt. Något landshövdingeresidens uppfördes aldrig. Ett sådant byggdes senare i Nora, men Nora län uppgick efter några år i Örebro län. Järles stadsrättigheter har aldrig formellt dragits in. Historikern Wilhelm Tham sammanfattar slutet för planerna:
| ”                                                       | ...berglagsvegetationen [växte] rik på den torgplats, om vilken man hyst förhoppningen, att den skulle bli en av den svenska järnhandelns centrala platser. | „ |
| – Wilhelm Tham: Lindesberg och Nora genom tiderna. 1949 | |   |

Karl Bonde fick utstå mycket hån för sina försök att anlägga Järle stad och Järle kanal. Nedanstående dikt, skriven av signaturen Hindrik Tromlare, och publicerad i Dagens Nyheter den 5 november 1942, till 300-årsminnet av att Järle erhöll sina privilegier, utgör ett exempel på detta:
Staden Järles Grund-Leggning

Carl Bonde gick sig widh Dylta Å:

Si, här skall then store canalen gå!

En mächtig Hampn-Stadh att Siö-Farthen tryggia

will iagh äffven besörgja och låta byggia.

J förruga Wickan iagh ordnade lätt

privilegia redhan och Stapel-Rätt,

och Riksens Rådh täcktes alla förklara

at Järle skall Nampnet å Stadhen wara.

Nu återstår endast at staaka then uth

wilket alldrig i Trachten är skiett föruth,

dertil at skaffa Befålckning thet gjeller,

wilket alldrig är utfördt i Nejden heller.

Tu Platzer j Grannskapet wet iagh nogh.

Thet är Lindesås jempte Noraskog.

Ther will iagh Befålckning åt Järle hämpta,

sad' Gref Bonde på Esplunda utan at skiämpta.

Sva satte han Staakar j Marcken nedh,

som är Stads-architectorum Sedh,

och för Rådh-Hus och Torg han begjynte planera

sampt utmerckia Kyrkia och Prest-Gårdh med mehra.

Men Fålcket som bodde j Lindesås

war förfährligit otacksampt, gunås.

Och Noraskog war ey Förtroendet wärdigh.

Och för öffrigit bleff alldrig canalen färdigh.

## Järle kanal
Huvudartikel: Järle kanal
För att underlätta transporterna av järn från Järle och Bergslagen, ville Karl Bonde anlägga en kanal. Kanalen skulle grävas mellan Dyltaån (Järleån) och Hjälmaren, via sjön Lången. Projektet påbörjades, men slutfördes inte.